# 恐怖分子 (電影)
《恐怖分子》（英語：Terrorizers）是一部於1986年上映的台灣電影，由楊德昌擔任導演，以及由繆騫人、李立群、金士傑等主演。

## 劇情
清晨臺北街頭，刑警老顧指揮警員圍捕竊賊大順。大順的女朋友淑安趁機爬窗逃走，跳下一樓時摔斷腿骨，後昏倒在路旁，被跟拍她的攝影師小強救往醫院。女作家周郁芬在重複單調的日子裡尋找創作靈感，丈夫李立中是醫檢師，兩人生活平順，但是夫妻之間根本無法溝通。李立中趁著組長驟逝之機，中傷同事小金以取得代理組長之職，自以為改善生活的同時也能改善夫妻關係，但周郁芬已回頭與老情人小沈舊情復燃。
淑安出院在家休養期間亂打惡作劇電話，把人都引到小強住所。其中一通假扮外遇對象，被周郁芬接到。郁芬心情煩悶之餘，將相關情節寫成小說，完稿後與李立中分手（分居）。沒料到小說得奬，在報上刊出。小強抓到淑安的惡作劇，又看到郁芬的小說，將所認定的真相打電話告訴李立中。立中欲藉此尋回妻子，卻無功而返。其後主任又將組長之職另委他人。李立中鬱鬱寡歡，探訪朋友老顧，捏造美滿的假象。其後取走老顧的佩槍尋求解脫......

## 人物角色
| 演員                | 角色名         | 介紹                           |
| 繆騫人 （蕭艾配音） | 周郁芬         | 小說家，李立中的妻子           |
| 李立群              | 李立中         | 醫院檢驗師，郁芬的丈夫         |
| 金士傑              | 沈維彬（小沈） | 郁芬的情人                     |
| 顧寶明              | 顧正明（老顧） | 刑警組長，立中的朋友           |
| 劉明                |                | 淑安的母親                     |
| 王安                | 淑安           | 歹徒大順的女友                 |
| 馬邵君              | 小強           | 年輕攝影師                     |
| 游安順              | 大順           | 警方通緝的歹徒                 |
| 黃嘉晴              |                | 小強的女友                     |
| 洪善群              |                | 醫院病理檢驗科主任，立中的上司 |
| 蕭智文              |                |                                |
| 倪重華              | 小金           | 被立中誣陷的同事               |
| 施明揚              |                |                                |
| 朱鳳岡              |                |                                |
| 呂德明              |                |                                |

## 獎項
| 主辦單位     | 獎項                 | 受獎者       | 階段／結果 |
| ------------ | -------------------- | ------------ | ---------- |
| 亞太影展     | 最佳編劇             | 小野、楊德昌 | 獲獎       |
| 盧卡諾影展   | 銀豹獎               | 楊德昌       | 獲獎       |
| 貝沙洛影展   | 最佳導演             | 楊德昌       | 獲獎       |
| 倫敦影展     | 最具創意與想像力影片 |              | 獲獎       |
|              | 英國國家編劇獎       |              | 獲獎       |
| 第23屆金馬獎 | 最佳劇情片           |              | 獲獎       |
| 第23屆金馬獎 | 最佳女主角           | 繆騫人       | 提名       |
| 第23屆金馬獎 | 最佳原著劇本         | 小野、楊德昌 | 提名       |

## 外部連結
- 開眼電影網上《恐怖分子》的資料（繁體中文）
- 香港影庫上《恐怖分子》的資料（繁體中文）
- 豆瓣电影上《恐怖分子》的資料 （简体中文）
- 时光网上《恐怖分子》的資料（简体中文）
- AllMovie上《恐怖分子》的资料（英文）
- 爛番茄上《恐怖分子》的資料（英文）
- 互联网电影数据库（IMDb）上《恐怖分子》的资料（英文）